# Аша (зороастризм)
Аша (авест. 𐬀𐬴𐬀 aṣ̌a/arta, др.-перс. arta) — одно из основных понятий зороастризма. Оно может обозначать как естественный порядок вещей — закон вселенской гармонии, так и его этическую сторону: истину, правду, добро. Родителем Аши считался Ахура-Мазда.

## Аша в «Авесте»
Понятие «аша» в учении зороастризма противопоставлялось понятию «друдж» — «ложь, неправда»: в нравственном отношении люди делились на «ашаван» — праведных и «другвант» — «приверженцев зла». Аша — порядок или закон, который является основой мироздания, вокруг аша вращаются круги бытия. Аша основано на искренности, честности и справедливости. Для праведного человека законом должна была быть «добрая мысль», «доброе слово» и «доброе деяние». Аша также является проявлением Ахура Мазды.
В древнейших гимнах «Авесты» понятие «аша» используется в нескольких аспектах: 1) то, что истинно и правдиво, принадлежащее Ахуре Мазде царство истины и порядка, священное, вечное право, божественный порядок; 2) соответствующее священному праву — праведные поступки, добрые дела; 3) законное притязание, в том числе притязание человека, принадлежащего к зороастрийской религии на вечное благо.

## Аша-Вахишта
Позднее аша стала персонифицироваться как одна из Амеша-Спента — «Лучшая Правда», Аша-Вахишта (Ордибехешт). В поздних пехлевийских текстах Амеша-Спента ассоциируются с природными элементами: Аша-Вахишта связана с огнём и светом.
В средневековом авестийском календаре Аша-Вахишта была связана с третьим днём месяца и вторым месяцем года.